# 阿尔托纳区
阿尔托纳区，德国汉堡市的一个区，位于汉堡西部，易北河北岸。总面积77.4平方公里，总人口25 9897（2013年12月31日）。